# Jensen Type S
La Jensen Type S est une automobile produite par le constructeur britannique Jensen Motors entre 1936 et 1941, décliné en versions berline et cabriolet. Il s’agit du premier modèle de série manufacturé par la firme, reposant sur des mécaniques Ford V8 d’origine américaine et des éléments de châssis issus de la filiale britannique Ford, acquis via MBK Motors. Construit sur un châssis d’acier, ce modèle se distinguait par l’emploi de tôles d’aluminium pour ses panneaux de carrosserie. Deux motorisations étaient proposées : un Flathead V8 de 2,2 litres (2 227 cm³) ou un autre de 3,6 litres (3 622 cm³), tous deux dotés de deux carburateurs à dépression verticale, d’un allumage Vertex et d’un pont arrière surmultiplié Columbia. Trois configurations de carrosserie étaient disponibles : un cabriolet deux portes, un tourer trois portes et une berline quatre portes.
Au total, la firme Jensen produisit approximativement cinquante exemplaires du modèle S dans son usine de West Bromwich. De cette production, une dizaine de véhicules subsistent à ce jour.